# Brooklands
Brooklands è stato un circuito di corse automobilistiche di 4,43 km di lunghezza costruito vicino a Weybridge, nel Surrey, in Inghilterra.

## Storia
A causa di una legge assai severa chiamata Motor Car Act 1903 in vigore nel Regno Unito, le autovetture circolanti sulle strade pubbliche erano costrette a rispettare un limite di velocità non superiore ai 32 km/h (20 mph). Per queste ragioni si pensò a un circuito chiuso per le competizioni automobilistiche.
Inaugurato nel 1907, fu il secondo impianto sportivo permanente al mondo utilizzato esclusivamente per gare motoristiche, dopo il Milwaukee Mile del 1903, e il primo costruito appositamente, nonché il primo in Europa. Successivamente  fu convertito in uno dei primi campi di aviazione della Gran Bretagna ed a partire dal 1915 divenne uno dei principali centri di collaudo e produzione di velivoli per usi civili e militari (come ad esempio i Vickers Wellington).
Il 7 ottobre 1935 John Cobb, su Napier-Railton, stabilì il record di velocità del circuito, pari a 230,84 km/h, che risulta attualmente imbattuto.
Il circuito ospitò la sua ultima gara nel 1939.
Ai giorni nostri, il sito ospita il Brooklands Museum, un importante museo dell'aviazione e dell'automobilismo, così come un luogo per eventi correlati ad auto d'epoca, moto e altri mezzi di trasporto.

## Il tracciato

### Circuito ovale
Il disegno della pista nacque per mano di Hugh F. Locke King, la conformazione del circuito si presentava con una tradizionale forma ovale, però al suo interno celava una particolarità tutta sua: a differenza della maggior parte dei tracciati, il rettilineo dei box (denominato Finishing Straight) era utilizzato solo per la partenza e l'arrivo (nonché le soste ai box), mentre durante il normale svolgimento della gara i concorrenti non vi transitavano. Essi, infatti, svoltavano a destra all'altezza del bivio The Fork percorrendo così la sola curva a destra presente nel giro, che immetteva sul rettilineo che conduceva alla curva a sinistra denominata Home Banking. Tale curva era fortemente sopraelevata e correva tra il terrapieno che la sosteneva all'esterno e la vasta collinetta all'interno dove si accomodava parte del pubblico, la pendenza massima delle curve sopraelevate era di circa 30°.

### Brooklands Mountain Circuit

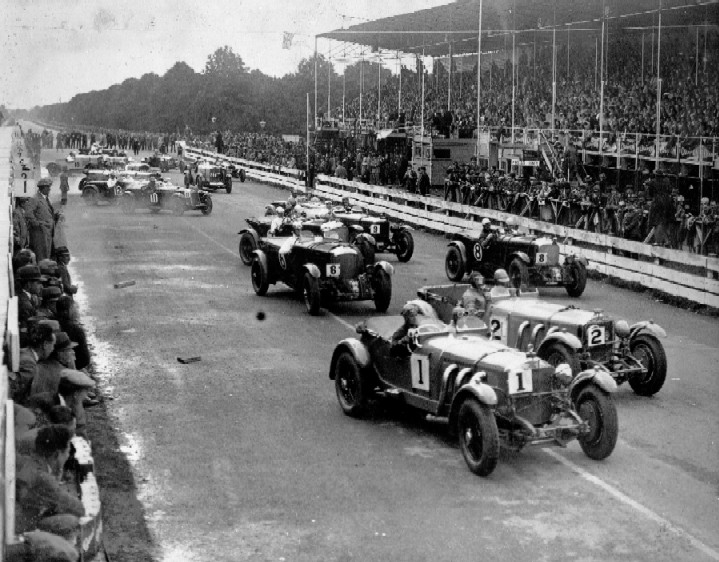
Una gara del 1930 disputata sul circuito del Brooklands.

La Brooklands Mountain Circuit era una piccola sezione della pista lunga all'incirca 2,25 km (1,4 mi), essa veniva percorsa dal bivio The Fork fino alla Members' Hill e viceversa, questo tratto stradale venne creato nel 1930 facendo uso di barriere mobili.
È ancora utilizzato per prove speciali.

## Altri usi
Il circuito, oggi in parte demolito, è stato riutilizzato dal presentatore inglese James May per il programma "Toy Stories" della BBC: ha costruito insieme a più di 400 volontari (tra esperti e abitanti del posto) una pista per vetture da modellismo Scalextric lunga 4,43 km (entrata così nel Guinness World Record) su cui hanno gareggiato una Mercedes-Benz SLR McLaren e una Aston Martin DB9 in scala, pilotate rispettivamente da modellisti esperti e dagli abitanti del quartiere. Ad aggiudicarsi la gara è stata la Aston Martin DB9.